# County Championship 2016
Die County Championship 2016 war die 117. Saison des nationalen First-Class-Cricket-Wettbewerbes in England und Wales. Sie wurde in zwei Divisionen ausgetragen, Division 1 und Division 2. Division 1 wurde durch Middlesex, die somit ihre elfte County Meisterschaft erreichten. Absteiger aus der Division 1 waren Durham und Nottinghamshire, die in der nachfolgenden Saison 2017 durch die bestplatzierte Mannschaft der Division 2, Essex, ersetzt wurden.

## Format
Die 18 First Class Counties wurden nach den Resultaten der Saison 2015 in zwei Divisionen aufgeteilt. In jeder Division spielt jede Mannschaft gegen jede andere jeweils ein Heim- und ein Auswärtsspiel. Für einen Sieg erhält ein Team zunächst 16 Punkte, für ein Unentschieden (beide Mannschaften erzielen die gleiche Anzahl an Runs) 8 Punkte. Sollte kein Ergebnis erreicht werden und das Spiel in einem Remis enden bekommen beide Mannschaften 5 Punkte. Zusätzlich besteht die Möglichkeit in den ersten 110 Over des ersten Innings Bonuspunkte zu sammeln. Dabei werden bis zu 5 Punkte für erzielte Runs und bis zu 3 Punkte für erzielte Wickets ausgegeben. Des Weiteren ist es möglich das Mannschaften Punkte abgezogen bekommen, wenn sie beispielsweise zu langsam spielen oder der Platz nicht ordnungsgemäß hergerichtet ist. Am Ende der Saison ist der Sieger der Division 1 County Champion, die beiden letztplatzierten dieser Division steigen ab und, da die Division 1 auf acht Teams reduziert wird, der bestplatzierte der Division 2 auf.

## Resultate
Die Saison endete mit einem letzten Spieltag, an dem drei Mannschaften um den Titel und drei Mannschaften um den Abstieg spielten. Nachdem Nottinghamshire vor dem letzten Spieltag als Absteiger feststand, schlug an diesem Warwickshire mit 237 Runs Lancashire. Damit musste Hampshire am letzten Tag 10 Wickets gegen Durham erzielen. Sie erzielten jedoch nur vier und verloren schließlich mit sechs Wickets. Beim Kampf um die Meisterschaft führte vor dem letzten Spieltag Middlesex vor Yorkshire und Somerset. Middlesex spielte zum Abschluss gegen Yorkshire im heimischen Stadion Lord’s Cricket Ground. Somerset gelang es ihr Spiel am dritten Tag gegen Nottinghamshire zu gewinnen und dabei so viele Bonuspunkte zu gewinnen, dass Yorkshire um seine Chancen auf den Titel zu erhalten 350 Runs im ersten Innings erzielen musste. Dieses gelang ihnen mit dem letzten Wicket. Damit bedeutete dies, dass der Gewinner der Partie in London die Meisterschaft gewinnen würde, und bei einem Remis Somerset ihren ersten Titel erzielen würden. Nach 85 Over im zweiten Innings von Middlesex einigten sich die beiden Kapitäne darauf, ein Declared Bowling zu absolvieren, indem Yorkshire Middlesex leichte Runs schenkte, und diese dafür frühzeitig eine Deklaration vollziehen würden. So erzielte Middlesex 112 Runs in 8 Over und setzte Yorkshire ein Ziel von 240 Runs in 40 Over. Letztendlich war es  Toby Roland-Jones, der mit einem Hattrick 4.4 Over vor Schluss das Spiel für Middlesex und damit die Meisterschaft entschied.
Nach Abschluss der Saison erhielt Durham vom ECB ein finanzielles Hilfspaket. Daran gebunden war ein Zwangsabstieg aus der ersten Division, so dass das eigentlich abgestiegene Hampshire in der ersten Division verblieb.

### Division 1
Tabelle
Der Stand der Tabelle der Division 1 nach dem Ende der Saison. Alle Punktabzüge erfolgten auf Grund zu langsamer Spielweise.
| Team            | Sp. | S | N | R  | Bat | Bwl | Ded | Punkte |
| --------------- | --- | - | - | -- | --- | --- | --- | ------ |
| Middlesex       | 16  | 6 | 0 | 10 | 48  | 40  | 0   | 234    |
| Somerset        | 16  | 6 | 1 | 9  | 44  | 41  | 0   | 226    |
| Yorkshire       | 16  | 5 | 3 | 8  | 49  | 42  | 0   | 211    |
| Durham          | 16  | 5 | 3 | 8  | 39  | 41  | 0   | 200    |
| Surrey          | 16  | 4 | 6 | 6  | 46  | 42  | 0   | 182    |
| Warwickshire    | 16  | 3 | 4 | 9  | 39  | 44  | 0   | 176    |
| Lancashire      | 16  | 3 | 5 | 8  | 39  | 38  | 0   | 165    |
| Hampshire       | 16  | 2 | 4 | 10 | 41  | 35  | 3   | 155    |
| Nottinghamshire | 16  | 1 | 9 | 6  | 34  | 44  | 0   | 124    |

Sieg: 16 Punkte; Remis: 5 Punkte

### Division 2
Tabelle
Der Stand der Tabelle der Division 2 nach dem Ende der Saison. Alle Punktabzüge erfolgten auf Grund zu langsamer Spielweise.
| Team             | Sp. | S | N | R  | A | Bat | Bwl | Ded | Punkte |
| ---------------- | --- | - | - | -- | - | --- | --- | --- | ------ |
| Essex            | 16  | 6 | 3 | 7  | 0 | 58  | 46  | 0   | 235    |
| Kent             | 16  | 5 | 2 | 8  | 1 | 49  | 38  | 0   | 212    |
| Worcestershire   | 16  | 6 | 4 | 5  | 1 | 42  | 35  | 0   | 203    |
| Sussex           | 16  | 4 | 2 | 10 | 0 | 40  | 38  | 0   | 192    |
| Northamptonshire | 16  | 4 | 3 | 8  | 1 | 42  | 33  | 0   | 184    |
| Gloucestershire  | 16  | 4 | 5 | 7  | 0 | 44  | 40  | 0   | 183    |
| Leicestershire   | 16  | 4 | 4 | 8  | 0 | 39  | 40  | 1   | 182    |
| Glamorgan        | 16  | 3 | 8 | 5  | 0 | 34  | 42  | 1   | 148    |
| Derbyshire       | 16  | 0 | 5 | 10 | 1 | 32  | 32  | 0   | 119    |

Sieg: 16 Punkte; Remis: 5 Punkte

## Statistiken
Während der Saison wurden folgende Cricketstatistiken erzielt:
| First Class     | First Class      | First Class | First Class | First Class | First Class | First Class | First Class | First Class |
| Batting         | Batting          | Batting     | Batting     | Batting     | Batting     | Batting     | Batting     | Batting     |
| Spieler         | Mannschaft       | Spiele      | Innings     | Runs        | Average     | HS          | 100s        | 50s         |
| --------------- | ---------------- | ----------- | ----------- | ----------- | ----------- | ----------- | ----------- | ----------- |
| Keaton Jennings | Durham           | 16          | 28          | 1548        | 64,50       | 221*        | 7           | 2           |
| Nick Gubbins    | Middlesex        | 16          | 24          | 1409        | 61,26       | 201*        | 4           | 9           |
| Ben Duckett     | Northamptonshire | 14          | 24          | 1338        | 60,81       | 282*        | 4           | 5           |
| Sam Northeast   | Kent             | 15          | 22          | 1337        | 83,56       | 191         | 5           | 3           |
| Wayne Madsen    | Derbyshire       | 15          | 26          | 1292        | 58,72       | 163         | 6           | 3           |
| Bowling         |                  |             |             |             |             |             |             |             |
| Spieler         | Mannschaft       | Spiele      | Overs       | Wickets     | Average     | BBI         | 5W          | 10W         |
| Jeetan Patel    | Warwickshire     | 16          | 616.4       | 69          | 24,02       | 5/32        | 4           | 1           |
| Jack Leach      | Somerset         | 15          | 526.3       | 65          | 21,87       | 6/42        | 5           | 0           |
| Joe Leach       | Worcestershire   | 15          | 495.4       | 65          | 27,47       | 5/60        | 5           | 0           |
| Graham Napier   | Essex            | 14          | 451.3       | 63          | 23,17       | 5/59        | 4           | 0           |
| Steve Magoffin  | Sussex           | 16          | 523.1       | 62          | 20,14       | 5/32        | 5           | 1           |